# Oresbius vockerothi
Oresbius vockerothi là một loài tò vò trong họ Ichneumonidae.